# ウィレム・デ・フェッシュ

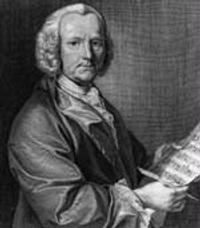
ウィレム・デ・フェッシュ

ウィレム・デ・フェッシュ（Willem de Fesch, 1687年8月26日 アルクマール - 1761年1月3日 ロンドン）は、オランダ出身のバロック音楽の作曲家でヴィオローネ奏者。中年以降はイギリスで活動した。

## 生涯
父ルイス・デ・フェッシュ（1657－?）はリエージュ出身の音楽家で、若いころアムステルダムに住み、ヨハンナ・ウィレムス・ブラハト・マースと結婚して間もなく1685年にアムステルダムから30キロ北西のアルクマールに移り住んだ。そこで2番目の息子ウィレムが生まれ、1700年代の初めにアムステルダムに戻った。
ボン宮廷の副楽長カール・ロジェに師事し、その娘マリア・アンナ・ロジェと結婚した。1710年にはアムステルダムのカイザー運河のそばにあるアムステルダム市立劇場で音楽家としてデビューしている。
1710年から1725年までアムステルダムで活動し、1725年から1731年までアントウェルペンの聖母大聖堂の楽長を務めた。
その後1731年、イギリスに渡って、ソリストとして活動した他、教育と作曲に携わっている。1746年にゲオルク・フリードリヒ・ヘンデルの楽団でヴィオローネを演奏した。1748年と1749年にマリルボーン・ガーデンで指揮をとった記録が残っている。1750年以降は公の場での活動を行っていない。
1761年にロンドンに没した。

## 作品
作品には 『ユディト』（1732） と 『ヨセフ』（1746） のオラトリオの他、トリオ・ソナタなどの室内楽曲、協奏曲、歌曲などがある。オラトリオは2曲とも失われたと考えられていたが、1980年になって 『ヨセフ』 の手稿譜が、ベルギーの音楽学者ペーター・アンドリーセンによってロンドンの王立音楽アカデミーで発見された。このオラトリオは1984年にヨス・スヴィレンスの指揮でベルギーで再上演され、1987年にはヨス・ファン・インマゼールの指揮によって、オランダのアルクマール音楽祭で上演された。ムジカ・アド・レーヌムの演奏による CD も発売されている。
作風はヘンデルとアントニオ・ヴィヴァルディの影響を受けたものである。
今日も生き残っているフェッシュの作品は、オランダ→アメリカの音楽学者ロバート・タスラーの科学的な校訂を経て、アムステルダムの出版社ドネムスからまとめて発行された。タスラーはまたフェッシュについて 『ウィレム・デ・フェッシュ――傑出した音楽家にして貴重な人物』（2005年） という書物を書いている。

## 出版作品
- 2台のチェロ、または2台のバスーン、または2台のヴィオールのためのソナタ Op.1（1715）

イ長調 Op.1-1、 ニ短調 Op.1-2、 ニ長調 Op.1-3、 変ロ長調 Op.1-4、 イ短調 Op.1-5、 ハ長調 Op.1-6
- 合奏協奏曲集 Op.2（1717）

ハ長調 Op.2-2、 ヘ長調 Op.2-5、 ニ長調 Op.2-6
- 合奏協奏曲集 Op.3（1718）[6]
- 6つのヴァイオリンと通奏低音のためのソナタと6つチェロと通奏低音のためのソナタ Op.4（1725）
- 合奏協奏曲集 Op.5（1725）[7]
- 独奏楽器と通奏低音のためのソナタ集 Op.6（1730）

ニ長調 Op.6-1
- トリオ・ソナタ集 Op.7（1733）
- ソナタ集 Op.8（1736）
- 2台のヴァイオリンまたはフルートのためのソナタ集 Op.9（1739）
- 7声の協奏曲集（8曲） Op.10（1741）

変ロ長調 Op.10-1、 変ロ長調 Op.10-2、 ハ長調 Op.10-3、 ニ長調 Op.10-4、 ヘ長調 Op.10-5、 イ長調 Op.10-6、 ニ長調 Op.10-7、 ト長調Op.10-8
- 2台のヴァイオリンまたはフルートのための二重奏曲集 Op.11（1743）
- 2台のヴァイオリンまたはフルートのためのソナタ集 Op.12（1748）
- チェロと通奏低音のためのソナタ集 Op.13（1750）

## 文献
- Robert L. Tusler: Willem de Fesch: 'An excellent musician and a worthy man'. Den Haag, 2005. ISBN 90-809445-1-3
- Willem de Fesch: Sonata for flute (violin) & lute ( ca 1720), Tabulatur, Tree Edition, Lübeck 2001